# Pseudomops melanus
Pseudomops melanus är en kackerlacksart som beskrevs av Walker, F. 1868. Pseudomops melanus ingår i släktet Pseudomops och familjen småkackerlackor. Inga underarter finns listade i Catalogue of Life.